# Ioannina (regional enhed)
Ioannina (græsk: Περιφερειακή ενότητα Ιωαννίνων) er en regional enhed i periferien Epirus i Grækenland.
Dens hovedstad er byen Ioannina. Det er den største regionale enhed i Epirus og en af de største regionale enheder i Grækenland med en befolkning på 167.901 mennesker ifølge folketællingen i 2011.
Området for den nuværende regionale enhed Ioannina blev en del af Grækenland i 1913, efter den første Balkankrig.

## Geografi
Ioannina grænser op til Albanien i nord, og de regionale enheder Kastoria i nordøst, Grevena og Trikala i øst, Arta i sydøst, Preveza i syd og Thesprotia i sydvest og vest.
Ioannina er en bjergrig region, domineret af Pindus-bjergene, der dækker den østlige del af den regionale enhed. Pinduskædens vigtigste underområder er fra nord til syd: Gramos, Smolikas (2.637 moh. det højeste i Pindus), Tymfi, Lygkos, Lakmos og Athamanika. Det lavere bjerg Xerovouni ligger i syd og Tomaros i sydvest.
Pamvotida-søen er den største sø i Epirus. Adskillige store floder har deres udspring i Ioanninaområdet, herunder Aoos, Arachthos og Acheron.

## Administration
Den regionale enhed Ioannina er opdelt i 8 kommuner. Disse er (numrene relaterer til kortet i infoboksen):
- Dodoni (3)
- Ioannina (1)
- Konitsa (6)
- Metsovo (7)
- Nord Tzoumerka ( Voreia Tzoumerka, 2)
- Pogoni (8)
- Zagori (5)
- Zitsa (4)

### Præfektur
Ioannina blev etableret som præfektur i 1915 (græsk: Νομός Ιωαννίνων). Som en del af Kallikratis regeringsreform i 2011 blev den regionale enhed Ioannina oprettet ud fra det tidligere præfektur Ioannina. Præfekturet havde samme udstrækning som den nuværende regionale enhed. Samtidig blev kommunerne omorganiseret, ifølge nedenstående tabel.
| Ny kommune                            | Gamle kommuner  | Sæde         |
| ------------------------------------- | --------------- | ------------ |
| Dodoni                                | Dodoni          | Agia Kyriaki |
| Dodoni                                | Agios Dimitrios | Agia Kyriaki |
| Dodoni                                | Lakka Souliou   | Agia Kyriaki |
| Dodoni                                | Selloi          | Agia Kyriaki |
| Ioannina                              | Ioannina        | Ioannina     |
| Ioannina                              | Anatoli         | Ioannina     |
| Ioannina                              | Bizani          | Ioannina     |
| Ioannina                              | Ioannina Island | Ioannina     |
| Ioannina                              | Pamvotida       | Ioannina     |
| Ioannina                              | Perama          | Ioannina     |
| Konitsa                               | Konitsa         | Konitsa      |
| Konitsa                               | Aetomilitsa     | Konitsa      |
| Konitsa                               | Distrato        | Konitsa      |
| Konitsa                               | Mastorochoria   | Konitsa      |
| Konitsa                               | Fourka          | Konitsa      |
| Metsovo                               | Metsovo         | Metsovo      |
| Metsovo                               | Egnatia         | Metsovo      |
| Metsovo                               | Milea           | Metsovo      |
| Nordlige Tzoumerka (Vereia Tzoumerka) | Pramanta        | Pramanta     |
| Nordlige Tzoumerka (Vereia Tzoumerka) | Vathypedo       | Pramanta     |
| Nordlige Tzoumerka (Vereia Tzoumerka) | Kalariter       | Pramanta     |
| Nordlige Tzoumerka (Vereia Tzoumerka) | Katsanochoria   | Pramanta     |
| Nordlige Tzoumerka (Vereia Tzoumerka) | Matsouki        | Pramanta     |
| Nordlige Tzoumerka (Vereia Tzoumerka) | Sirako          | Pramanta     |
| Nordlige Tzoumerka (Vereia Tzoumerka) | Tzoumerka       | Pramanta     |
| Pogoni                                | Kalpaki         | Kalpaki      |
| Pogoni                                | Ano Kalamas     | Kalpaki      |
| Pogoni                                | Ano Pogoni      | Kalpaki      |
| Pogoni                                | Delvinaki       | Kalpaki      |
| Pogoni                                | Lavdani         | Kalpaki      |
| Pogoni                                | Pogoniani       | Kalpaki      |
| Zagori                                | Øst Zagori      | Asprangeloi  |
| Zagori                                | Vovousa         | Asprangeloi  |
| Zagori                                | Central Zagori  | Asprangeloi  |
| Zagori                                | Papigko         | Asprangeloi  |
| Zagori                                | Tymfi           | Asprangeloi  |
| Zitsa                                 | Pasaronas       | Eleousa      |
| Zitsa                                 | Ekali           | Eleousa      |
| Zitsa                                 | Evrymenes       | Eleousa      |
| Zitsa                                 | Zitsa           | Eleousa      |
| Zitsa                                 | Molossoi        | Eleousa      |

## Turisme
Præfekturet Ioannina er, ligesom det meste af det græske fastland, ikke så populært blandt turister som øerne.  Udover byen Ioannina er der dog en række attraktioner i området, herunder:
- Et par kilometer syd for byen ligger Vrellis voksstatuemuseet, der viser scener fra græsk historie. En lille afdeling i bymidten er gratis for offentligheden.
- Dodonioraklet og arkæologisk sted med amfiteater.
- Nationalparken Vikos–Aoös, inklusive Vikoskløften, som Voidomatisfloden løber igennem.
- Zagori-landsbyerne, delvist i Vikos-Aoos National Park.
- Papingo, en af Zagoria-landsbyerne, et skisportssted, der hovedsageligt er populært blandt grækerne, og et populært udgangspunkt for vandreture og bjergbestigning.
- Smolikas-bjerget, med sine 2.637 moh. Grækenlands næsthøjeste bjerg.
- Metsovo, et skisportssted.
- Hulerne i Perama, et par kilometer nordøst for Ioannina.
- Monumentet i Zalongo for kvinderne i Souli.